# Glossosoma bruna
Glossosoma bruna är en nattsländeart som beskrevs av Donald G. Denning 1954. Glossosoma bruna ingår i släktet Glossosoma och familjen stenhusnattsländor. Inga underarter finns listade i Catalogue of Life.